# Mathráki (localité)
Ne doit pas être confondu avec Mathráki.
Mathráki (grec moderne : Μαθράκι) est une localité située dans le dème de Corfou-Centre et des îles Diapontiques, dans le district régional de Corfou, dans la périphérie des Îles Ioniennes, en Grèce.
Selon le recensement de 2021, elle compte 135 habitants.